# 가미쇼촌 (후쿠이현)
가미쇼촌(上庄村)은 후쿠이현 오노군에 설치되었던 촌이다. 현재의 오노시 중심부의 남동부 일대, 대체로 마나가와 강 좌안 및 마나가와 댐 주변에 해당한다.